# Райффайзен Банк (Украина)
Райффа́йзен Банк — один из крупнейших банков Украины.

## История
27 марта 1992 года Национальный банк Украины зарегистрировал Акционерный почтово-пенсионный банк «Аваль». В 1993 году начали работу 12 региональных подразделений банка. В 1994 году банк прошёл перерегистрацию и был переименован в Акционерный почтово-пенсионный банк «Аваль». В 1995 году банк получил аккредитацию для реализации проектов Европейского банка реконструкции и развития. В 1996 году начал работу процессинговый центр банка — Украинский процесинговый центр. Банк стал членом международных платёжных систем Visa и Europay. Компания Western Union в 1997 году назвала банк «Аваль» наилучшим партнёром в Восточной Европе. В 1999 году банк стал участником Фонда гарантирования вкладов физических лиц.
В 2001 году банк первым на Украине внедрил выплату пенсий с использованием пластиковой карточки «Оникс-Пенсионый» и собственную систему срочных денежных переводов «Аваль-Экспресс».В 2002 году уставный капитал достиг рекордной для украинской банковской системы отметки – 500 млн грн. Банк вошёл в TOP-100 банков Центральной и Восточной Европы по рейтингу Standard & Poor’s. В 2003 году журнал Euromoney назвал банк «Аваль» наилучшим банком Украины. В том же году банк выпустил облигации на сумму 80 млн грн. В 2004 году уставный капитал достиг рекордной суммы в 1 млрд грн. Европейский банк реконструкции и развития назвал банк «Аваль» одним из больших и динамично развивающихся банков в Центральной и Восточной Европе. Банк возглавил рейтинг «Инвестгазеты» в номинации «Наибольшие банки по размеру чистых активов за 2003 год».
В августе 2005 года австрийская группа Raiffeisen Int купила 93 % банка «Аваль» за $1 млрд и ещё $28 млн отдала за процессинговый центр.
С октября 2005 года банк стал частью банковской холдинговой группы Raiffeisen Bank International. 25 сентября 2006 года банк был переименован в открытое акционерное общество «Райффайзен банк Аваль». В 2007 году журнал The Banker назвал Райффайзен Банк Аваль «Банком года» на Украине. В 2009 году юридическое название банка изменено на Публичное акционерное общество «Райффайзен Банк Аваль». Банк стал самым дорогим банковским брендом Украины – в рамках рейтинга BrandFinance Global Banking 500, опубликованного изданием The Banker. В апреле 2018 года юридическое название банка изменено на Акционерное общество «Райффайзен Банк Аваль».
С 17 июня 2021 года Акционерное общество «Райффайзен Банк Аваль» официально изменило свое название на Акционерное общество «Райффайзен Банк» с соответствующими изменениями в уставе банка и государственном реестре.

## Акционеры и руководство
В состав акционеров Райффайзен Банк входит 384 юридических лица и 109 830 физических лиц. Юридическим лицам принадлежит 99,8 % уставного капитала, а физическим — 0,2 %. Владельцами существенной части уставного капитала в банке являются Raiffeisen Bank International с участием в уставном капитале — 68,28 % и Европейский банк реконструкции и развития — 30 %.
Председателем правления банка с 2002 года являлся Владимир Николаевич Лавренчук. Во второй половине 2019 года был назначен новый Председатель правления — Александр Владимирович Писарук.

## Уставный капитал
По состоянию на конец четвёртого квартала 2015 года уставный капитал публичного акционерного общества «Райффайзен Банк» составлял 3 002 775 000 грн.
В 2010 году банк успешно зарегистрировал выпуск простых именных акций 25-й эмиссии в объёме 5 828 400 000 штук номинальной стоимостью 0,10 грн. каждая.
Средневзвешенный биржевой курс простых акций банка за 2010 год на Украинской бирже составлял 0,3985 грн.

## Деятельность
Райффайзен Банк предлагает частным клиентам широкий перечень банковских услуг, в частности — размещение средств на текущих и депозитных счетах, платежные карты международных систем MasterCard International и Visa International, денежные переводы в национальной и иностранной валютах, потребительское кредитование и многое другое.
По состоянию на 1 июля 2011 года Райффайзен Банк обслуживал более 230 тыс. юридических лиц, в том числе более 14 тыс. предпринимателей, которые по европейским стандартам относятся к крупному бизнесу (годовой доход каждого из них — более чем 5 млн евро). Общее количество клиентов банка на начало июля 2011 года — более 3,9 млн чел.
Банковские услуги клиентам Райффайзен Банк предоставляются через банковскую сеть, в которую по состоянию 1 января 2011 года входили 931 отделение, 450 центров самообслуживания, 2 905 банкоматов на всей территории Украины.
Большое количество отделений Райффайзен Банк являются полнофункциональными, то есть предоставляют полный перечень стандартных банковских услуг частным и корпоративным клиентам. Кроме того, в сети банка работают комиссионные отделения на территории Государственной таможенной службы Украины.
По итогам деятельности за 1-е полугодие 2014 года получен наибольший убыток среди украинских банков (1 млрд грн).